# Việt Tiến (Bắc Giang)
Việt Tiến is een xã in huyện Việt Yên, een district in de Vietnamese provincie Bắc Giang.
Việt Tiến ligt in het noordwesten van het district.